# 菲什胡克嶺
64°27′S 59°36′W / 64.450°S 59.600°W
菲什胡克嶺（英語：Fishhook Ridge），是南極洲的山嶺，位於葛拉漢地的努登舍爾德海岸，海拔高度約100米，處於索布拉爾半島東部，由英國南極名稱諮詢委員會命名，現時由南極條約體系管理。